# Albertina (Viena)
A Albertina é um museu de arte de Viena, na Áustria, dedicado à preservação e divulgação de uma das mais importantes coleções de artes gráficas do mundo.

## História
A história do museu remonta a 1776, quando o conde Giacomo Durazzo presenteou o governador austríaco da Hungria, o duque Alberto de Saxe-Teschen, e sua esposa Maria Cristina, filha da imperatriz Maria Teresa, com cerca de mil objetos de arte, junto com um certificado onde esclarecia o propósito da doação: criar uma coleção para fins de educação cultural e moral, antes do que simples desfrute estético.
Em 1781, o duque tornou-se governador dos Países Baixos Austríacos, e em seu retorno a Viena instalou-se no Palácio Tarouca, colocado à sua disposição pelo imperador Francisco II, sendo hoje a sede do museu. Até sua morte, o duque permaneceu ocupado em ampliar e organizar sua coleção. Acréscimos importantes iniciais foram a aquisição de 800 desenhos da coleção do Príncipe de Ligne, Charles-Antoine, que incluía diversas peças de Leonardo da Vinci, Michelangelo e Rafael Sanzio, e o intercâmbio de gravuras por desenhos da Biblioteca da Corte, em 1796, trazendo a rica coleção de Dürers reunida pelo imperador Rodolfo II, junto com obras de Rubens, Rembrandt e Van Dyck. Disposições testamentárias do duque asseguraram a posse permanente do acervo para a Áustria, como propriedade da família Habsburgo.
Seu herdeiro, o arquiduque Carlos, continuou seu trabalho de expansão. O último ocupante do palácio, o arquiduque Frederico, ao ser exilado por força da abolição da monarquia, removeu do interior tudo o que era de valor, salvo a coleção de desenhos e gravuras, que já não constituíam propriedade privada. No início de 1919, a propriedade tanto do edifício quanto da coleção de arte passou dos Habsburgos para a recém-fundada República da Áustria. Em 1920, a coleção de impressos e desenhos foi unida à coleção da antiga biblioteca da corte imperial. O nome "Albertina" foi estabelecido em 1921.
Em 27 de maio de 2020, foi aberta uma nova seção do museu, o "Albertina modern", dedicado à arte moderna. O novo museu possui um acervo de 60 000 obras de 5 000 artistas.

## O palácio

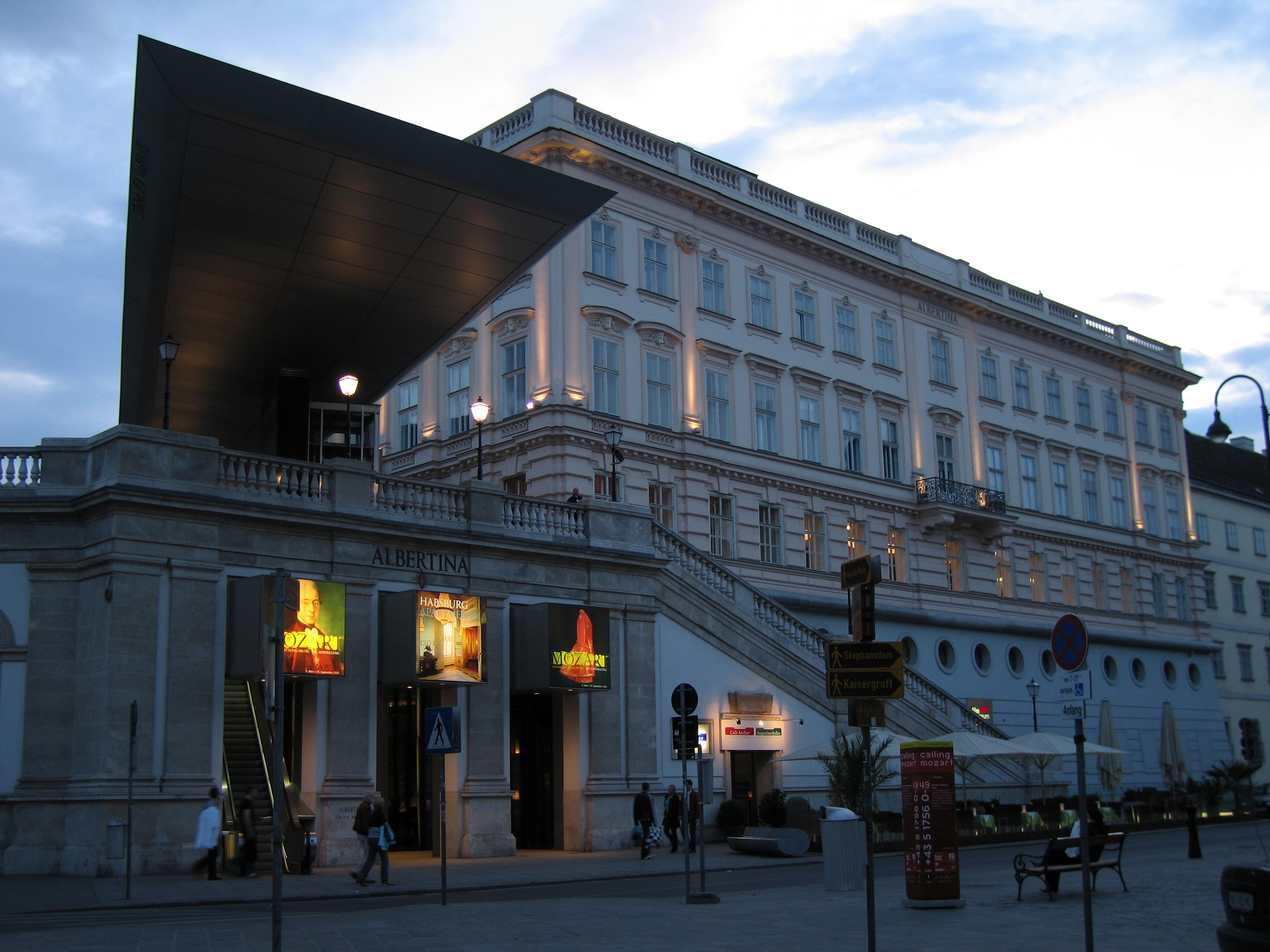
Fachada da Galeria Albertina.

O prédio atual, uma joia da arquitetura neoclássica, é uma adaptação de construções mais antigas que existiam no local, datando de meados do século XVII, sendo usadas pelo Departamento Oficial de Edificações da Corte. Em 1745, o conde Manuel de Silva-Tarouca recebeu permissão da imperatriz Maria Teresa para remodelá-lo e instalar nele sua residência. A partir da transferência de sua posse para o duque Alberto, em 1794, tornou-se sua moradia e sede de sua coleção de arte.
A grande ala que faz frente para o Burggarten foi erguida e decorada entre 1801 e 1805, sob projeto de Louis de Montoyer, constituindo os aposentos oficiais. A grande sala para exibição da coleção foi desenhada por Joseph Kornhäusl, com requintes de luxo, e com peças de escultura de Joseph Klieber. O complexo do palácio compreende ainda o mosteiro dos agostinianos, dos séculos XV-XVI, e uma extensão moderna no subsolo.
No final da Segunda Guerra Mundial, o prédio sofreu pesados danos, que só foram plenamente recuperados ao seu antigo esplendor recentemente. Sua área útil tem cerca de 20 mil m², consistindo das galerias de exposição, dos aposentos oficiais e das salas administrativas e de depósito do acervo.

## A coleção
A Galeria Albertina possui uma das maiores coleções de artes gráficas do mundo, com mais de 50 mil desenhos e um milhão de gravuras, datando desde o gótico até a contemporaneidade. De suas obras-primas destacam-se peças de Albrecht Dürer, Rembrandt, Rubens, Lorrain, Delacroix, Manet e Cézanne, entre os modernos brilham Schiele, Klimt, Kokoschka, Warhol, Rauschenberg e Baselitz.
Também é notável sua seção de desenhos de arquitetura, nascida da coleção do barão Philipp von Stosch, com cerca de 25 mil itens, e do espólio do Departamento de Edificações da Corte, com mais de 4 mil peças. Esta seção tem sido continuamente expandida desde então, incluindo projetos e desenhos contemporâneos, especialmente com a aquisição das coleções de Peter Behrens, Ernst Kirsch e Carl Hasenauer, além de doações de instituições e escolas superiores de arquitetura e engenharia, como a da Universidade de Tecnologia de Viena, que doou uma série de modelos de prédios de Otto Wagner, Adolf Loos, Le Corbusier, Mies van der Rohe e Alvar Aalto.
Na origem da seção de pôsteres, é de mencionar a incorporação em 1918 da Coleção Mascha, com uma importante reunião de imagens dos séculos XVIII a XX, aumentada em 1939 com a Coleção Paul, que abrange o período entre-guerras.
Outra expansão importante ocorreu em 1999, quando a Albertina recebeu a coleção fotográfica do Höhere Grafische Bundeslehr- und Versuchsanstalt Institut, principalmente com fotografias científicas. Outro núcleo importante nasceu com a vinda da coleção da Editora Langewiesche, centrada em fotografia comercial das décadas de 1920 e 1930, e por fim um outro grupo é dedicado à fotografia americana das décadas de 1960 e 1970.

## Obras

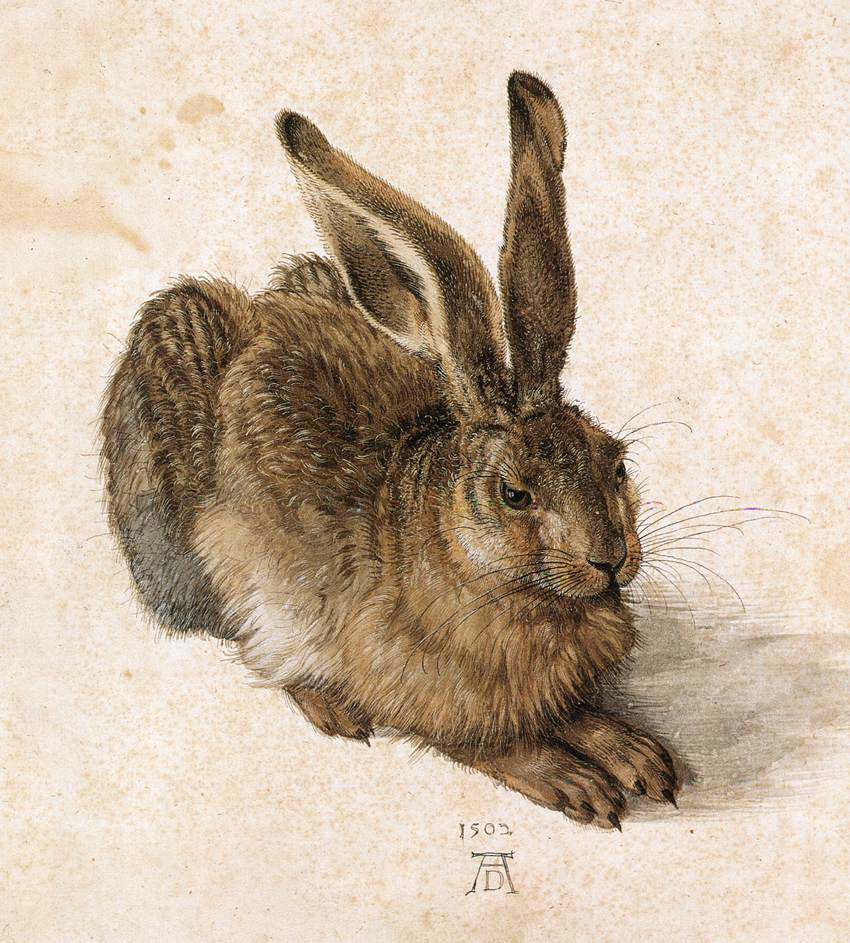
Albrecht Dürer, Lebre
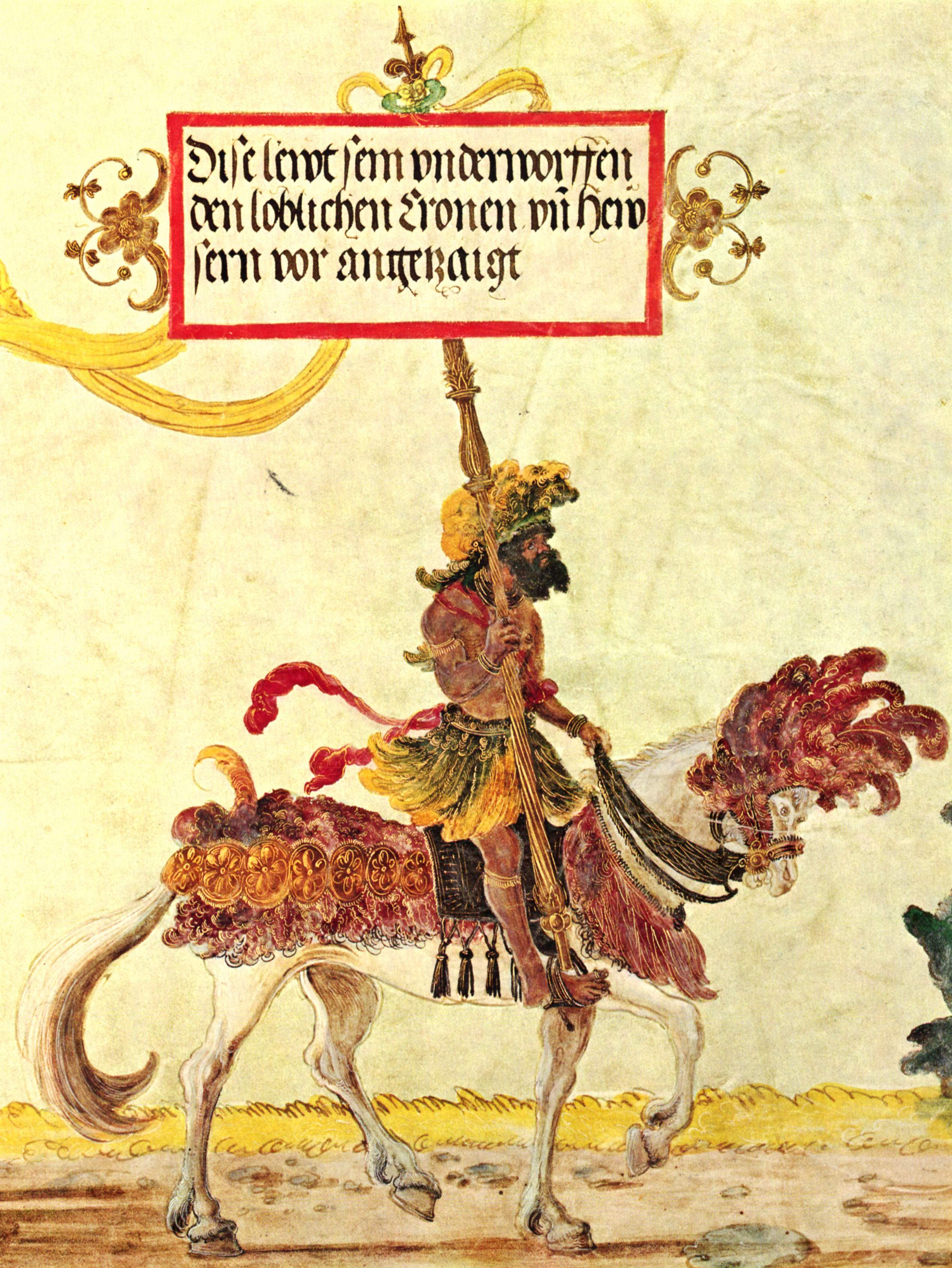
Altdorfer: Série Triunfo de Maximiliano
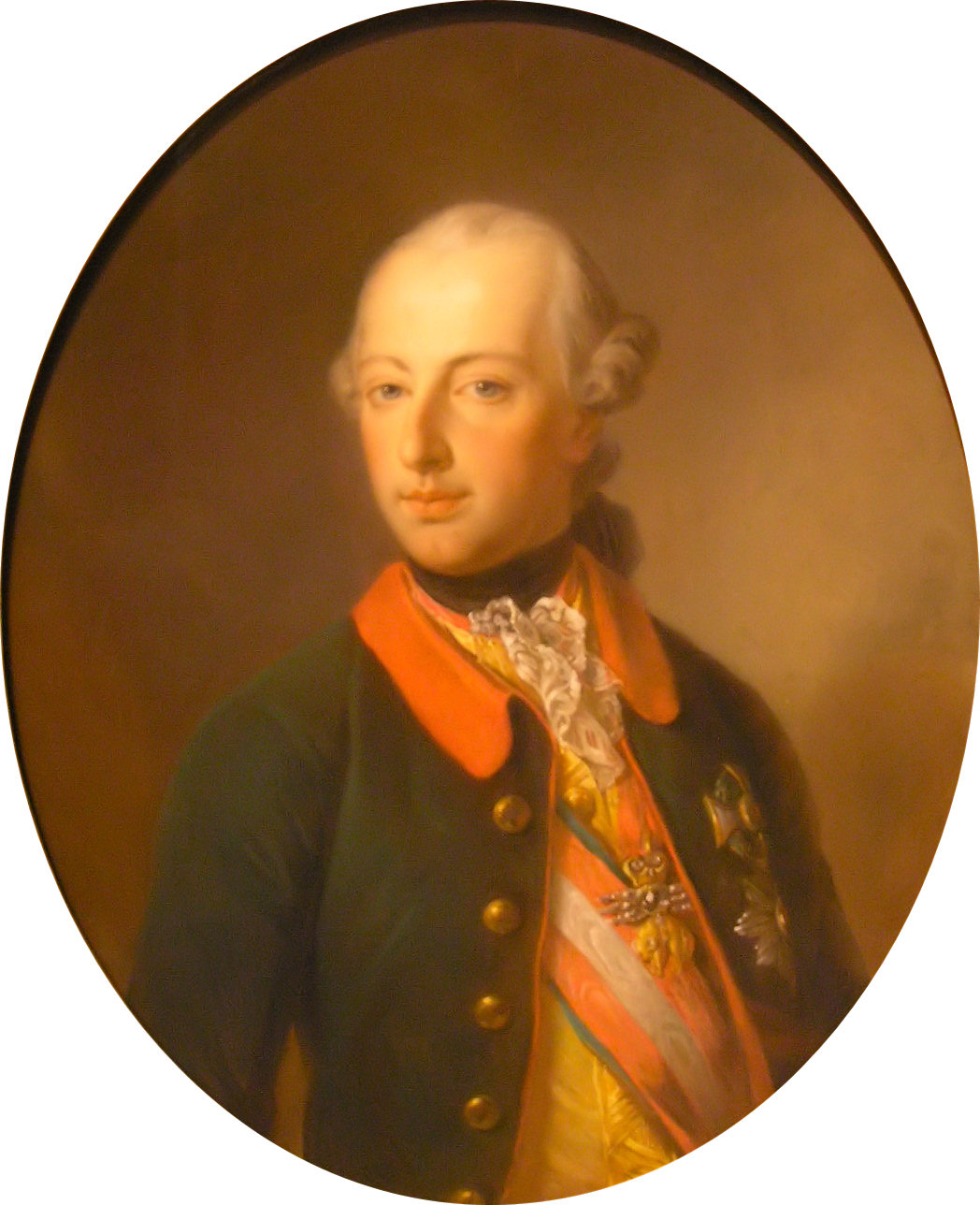
Decker: Retrato do imperador José II
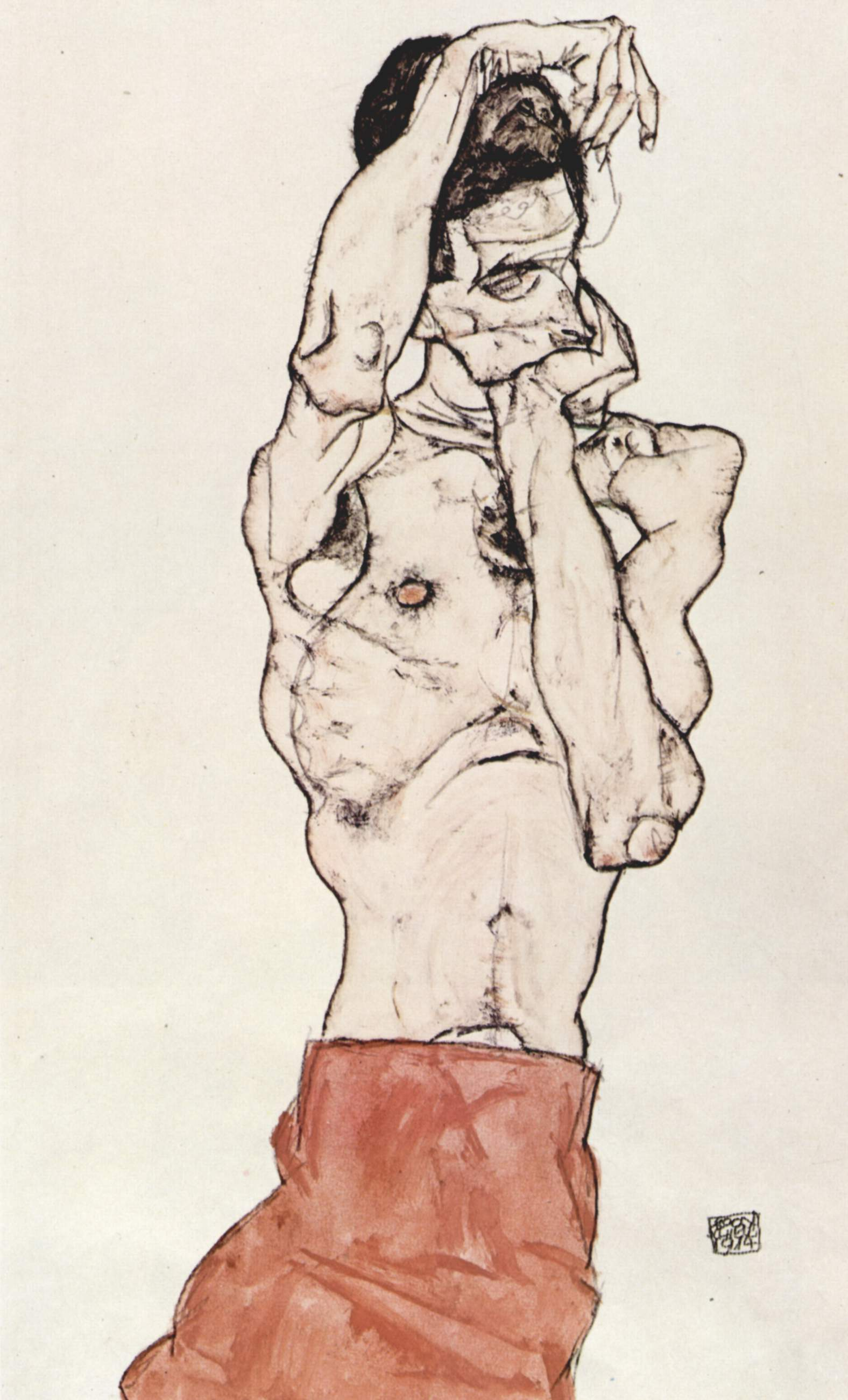
Schiele: Homem com roupa vermelha
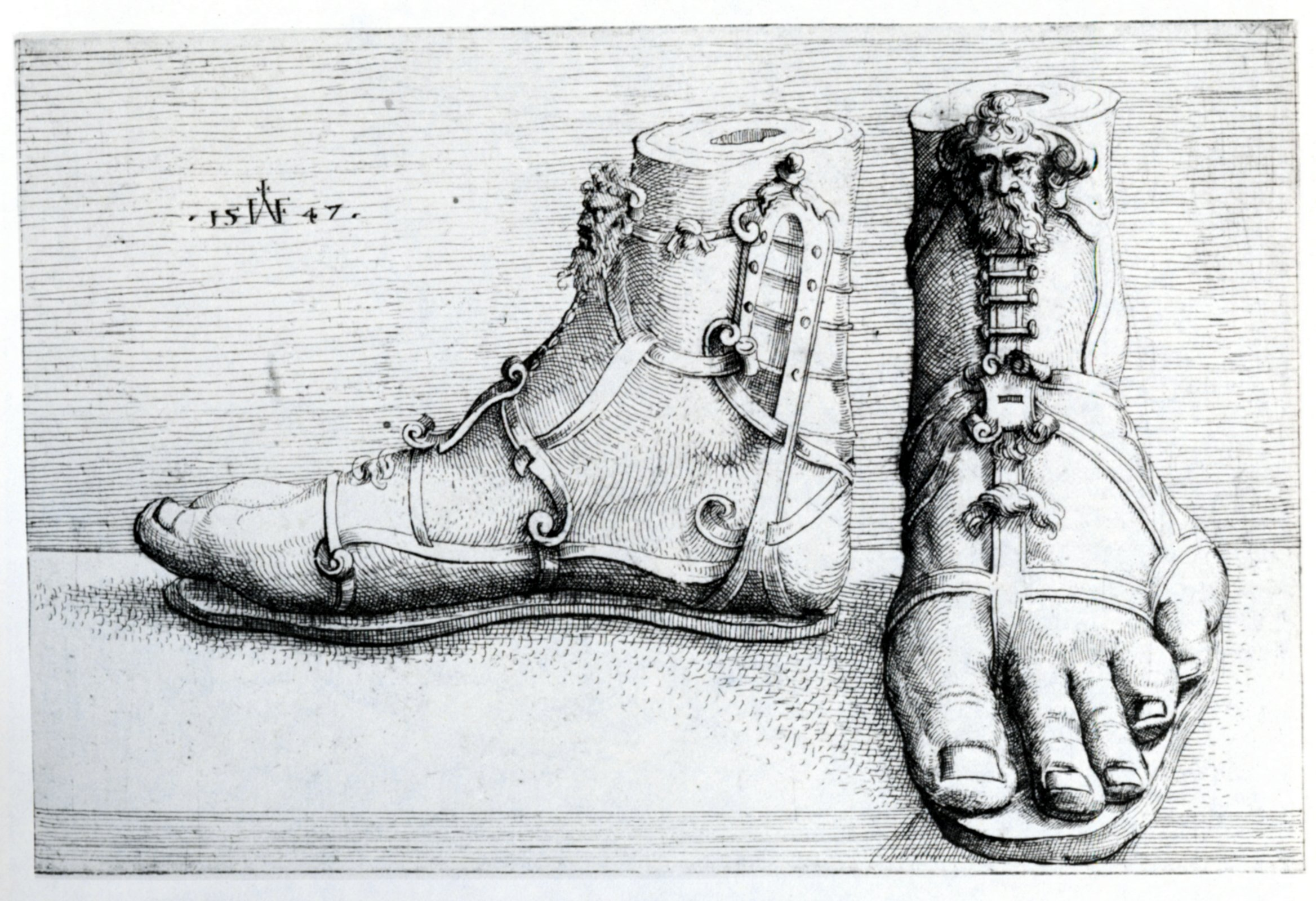
Hirschvogel: Sandálias
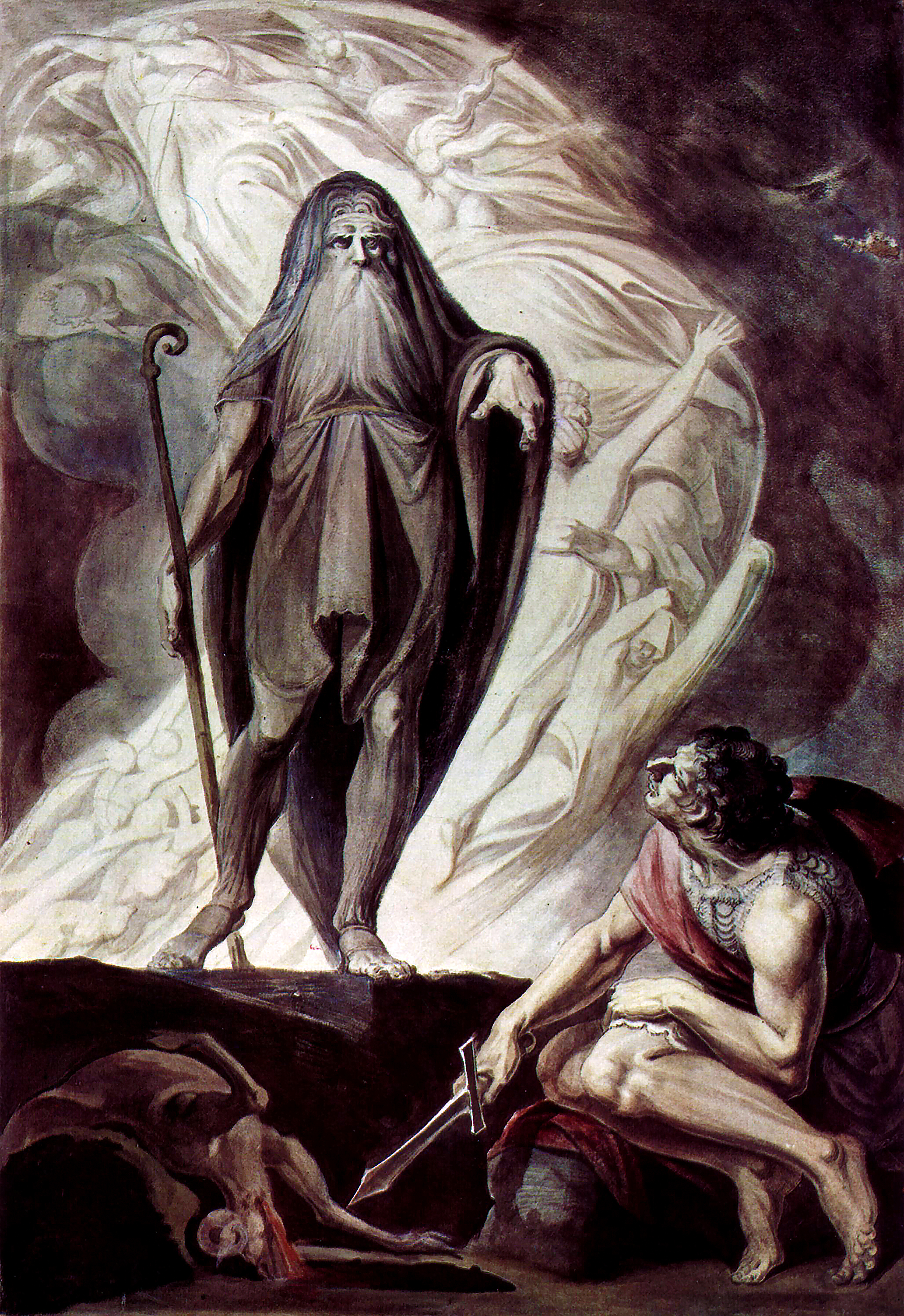
Füssli: Aparição de Tirésias a Ulisses durante o sacrifício
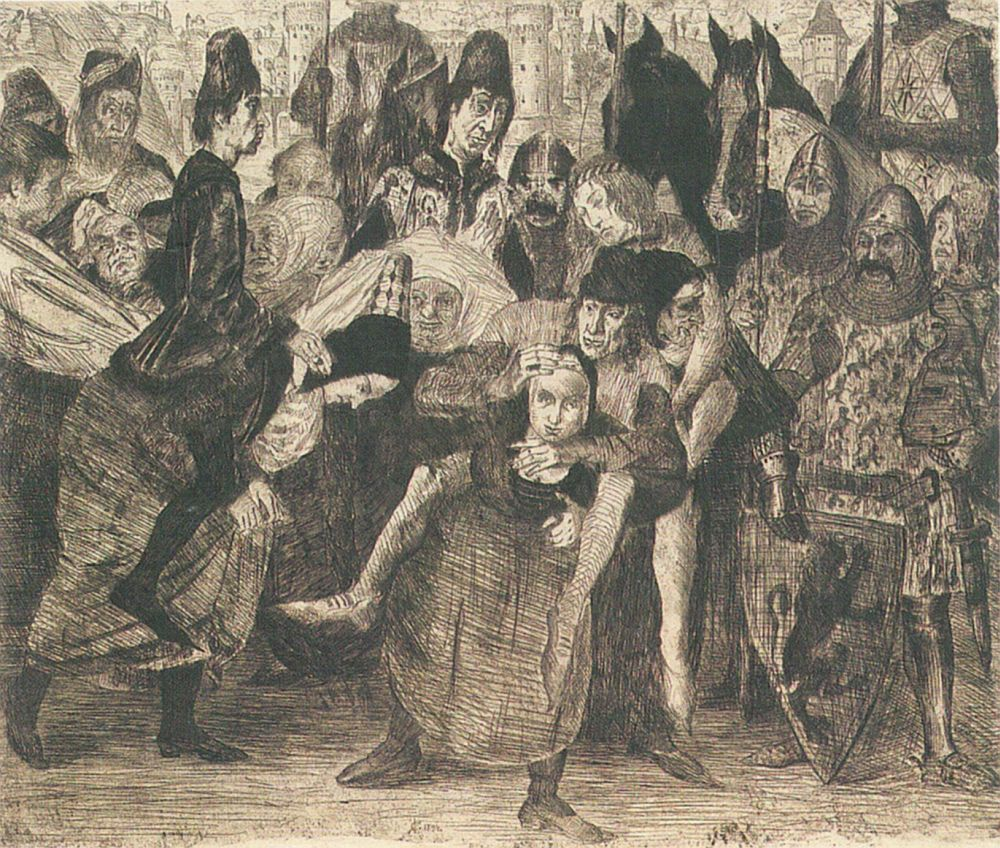
Corinth: Série Tragicomédias: As mulheres de Weinsberg
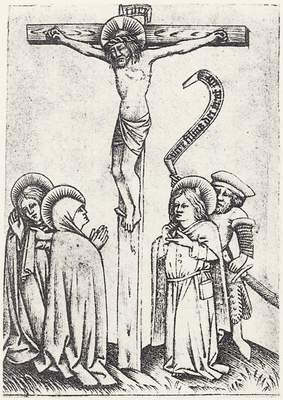
Mestre de Spielkarten: Cristo na cruz
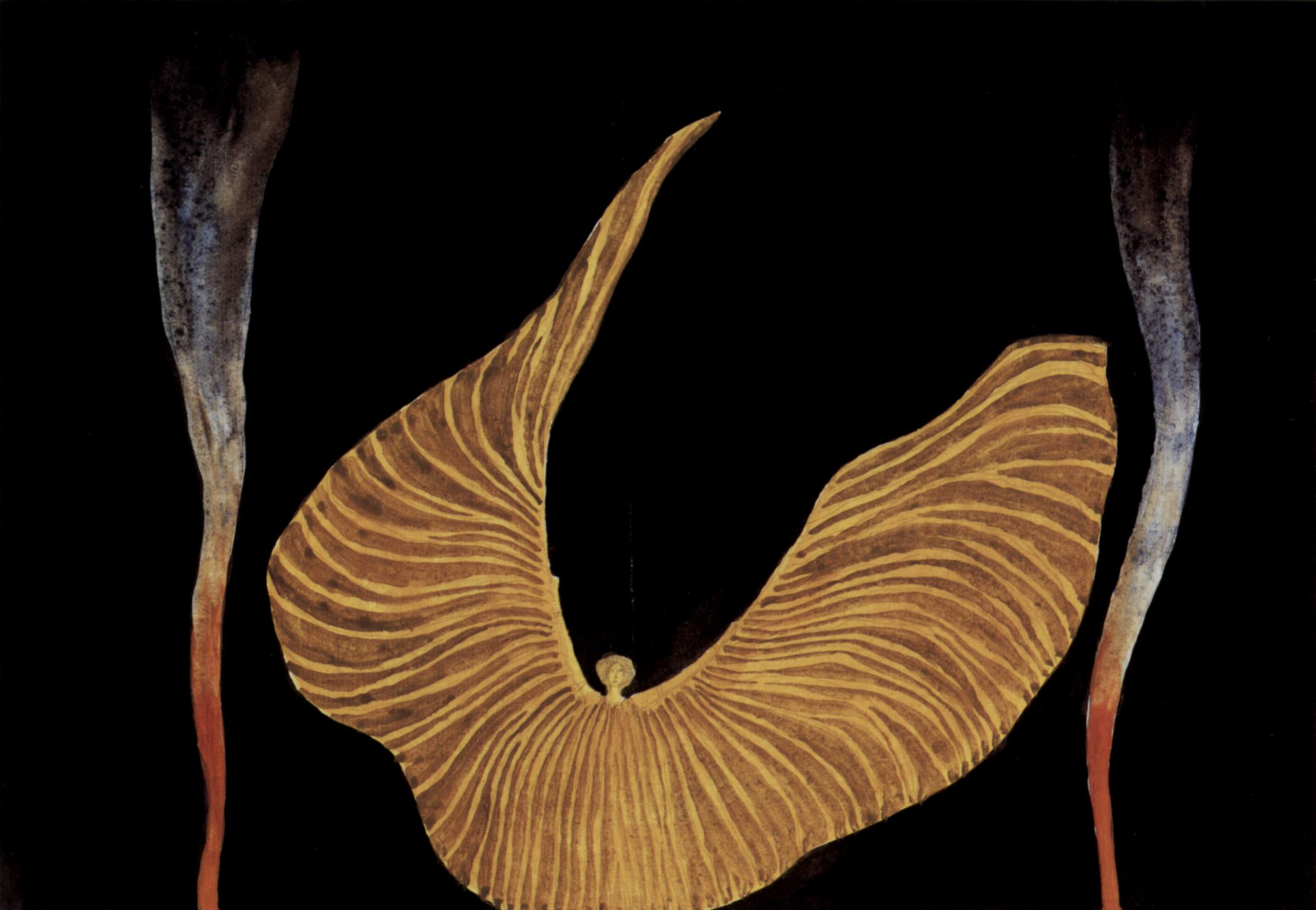
Moser: A dançarina Loie Fuller

## Na mídia
O balcão em frente ao museu, com sua estátua de Alberto Casimiro, Duque de Teschen, foi um cenário importante do filme Antes do Amanhecer (1995).